# マリア・ディゾン
マリア・ディゾン（まりあ・でぃぞん、1987年11月15日 - ）は、日本のAV女優。

## 略歴
- グラビアモデルのリア・ディゾンに激似のルックスを売りに、2007年10月、『Maria DIZON写真集』を発売。ファースト写真集でありながら、いきなりヘアヌードを披露した。その後、イメージDVDを経て、2007年12月に 『芸能人激似デビュー!! マリア・ディゾン』でクリスタル映像からAVデビュー。また、サンテレビのアダルトバラエティ番組『ドM時デスョ!』やCS放送でも活躍している[いつまで?]。
- 趣味はショッピング、特技はランニング。

## 出演

### アダルトビデオ
- 芸能人激似デビュー!! マリア・ディゾン（2007年12月21日、クリスタル映像）
- What's UP!! マリア・ディゾン（2008年1月25日、クリスタル映像）
- コスプレ召使い マリア・ディゾン（2008年2月22日、クリスタル映像）
- 激似☆家庭教師 マリア・ディゾン（2008年3月28日、クリスタル映像）
- FETISH GIRL マリア・ディゾン（2008年4月25日、クリスタル映像）
- 激似☆電マ潮吹きFUCK!! マリア・ディゾン（2008年5月16日、クリスタル映像）
- PRIVATE マリア・ディゾン（2008年6月13日、クリスタル映像）
- 激似ソープへいらっしゃい マリア・ディゾン（2008年7月11日、クリスタル映像）

### イメージビデオ
- AV直前!! マリア・ディゾン（2007年11月30日、クリスタル映像）

### 写真集
- Maria DIZON（2007年10月25日、彩文館出版、撮影：中山雅文）ISBN 978-4775602546

### テレビ
- インリンのM時ですョ!→ドM時デスョ!（サンテレビ、2007年8月〜2008年3月） ※あかひげの絶倫Cookingコーナーに出演
- 裸のニュースステーション2（パラダイステレビ、2007年7月〜2008年3月） ※女子アナとして出演